# 누아다 아르게틀람

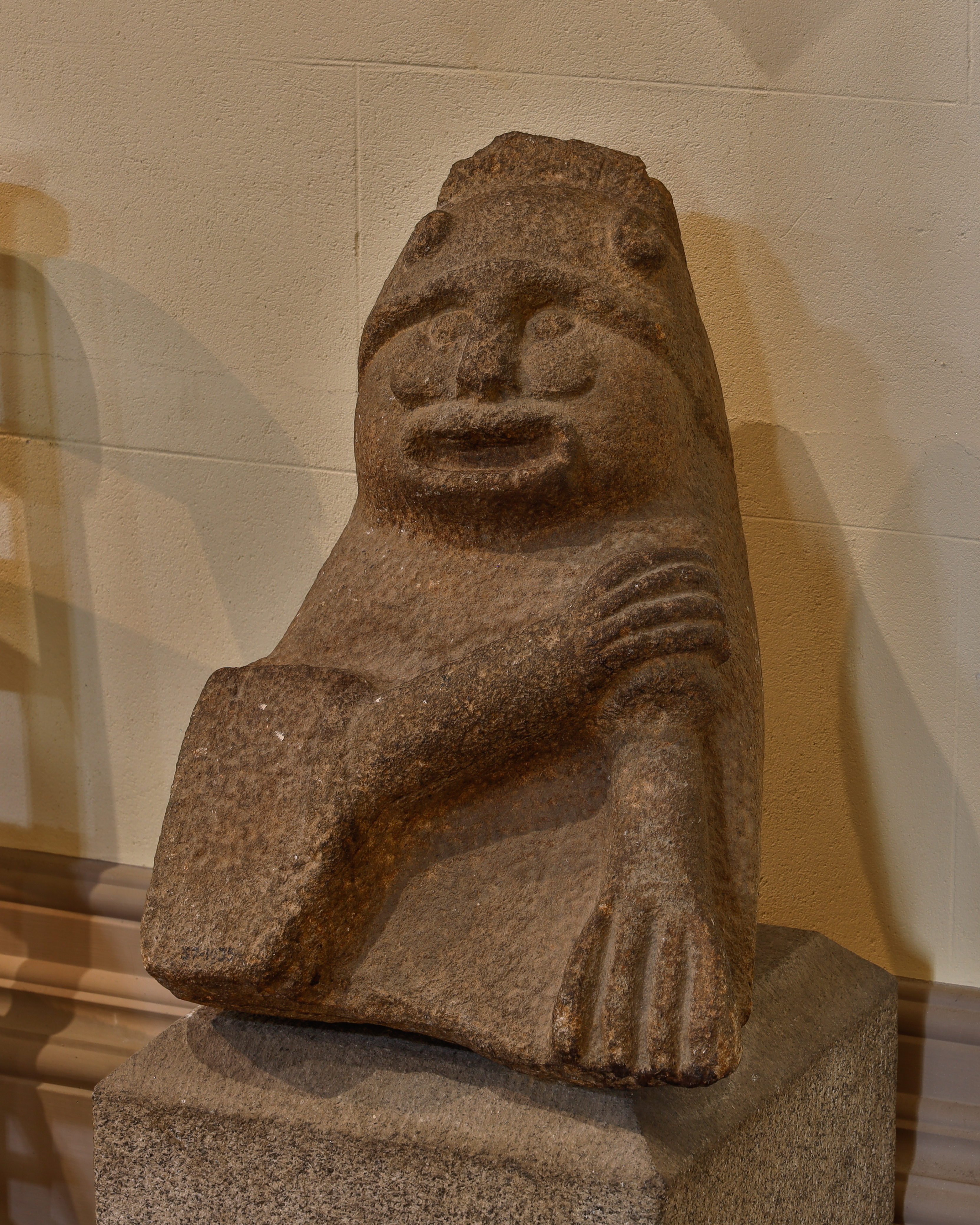

누아다(고대 아일랜드어: Nuada Airgetlám 누아다 아르게틀람, 아일랜드어: Nuadha Airgeadlámh 누어거 아르가들라브[n̪ˠuəɣə 'aɾˠɟad̪ˠl̪ˠaːvʲ]→은의 팔의 누아다)는 아일랜드 신화의 신족 투어허 데 다넌의 첫 번째 왕이다. 갈리아와 브리타니아 신화에 등장하는 바다의 신 노덴스와 그 유래가 같은 것으로 여겨진다. 웨일스 신화의 를루드 를라우 에라인트와도 동일시된다.
누아다는 데 다난 일족이 에린 땅에 도착하기 7년 전부터 그들의 왕이었다. 에린에 살고 있던 피르 볼그와 접촉했을 때 누아다는 그들의 왕에게 에린의 절반을 요구했지만, 피르 볼그의 왕은 거절했다. 그 결과로 일어난 모이투라 1차 전투에서 누아다는 피르 볼그 최강의 전사 스렝에게 한쪽 팔을 잃었다. 그러자 누아다와 동맹을 맺었던 노르웨이의 Aengaba가 스렝을 공격했고, 그 사이 다그다 모르가 누아다를 보호했다. 다그다의 부하 50명의 호위를 받으며 누아다는 전장에서 이탈했다. 이후 스렝이 1대 1 결투를 신청했고, 누아다는 스렝이 한쪽 팔을 묶고 싸우라는 조건을 달아 받아들였다. 그러자 스렝은 거절했고, 지속된 전투의 결과 피르 볼그는 패퇴했다. 데 다난 일족은 스렝과 피르 볼그 일족에게 에린 땅의 4분의 1을 주겠다고 요구했고, 스렝은 지금의 코노트 지방을 골라 거기 정착했다.
왕은 완벽한 존재여야 한다는 투어허 데 다넌의 전통에 따라 한쪽 팔을 잃은 누아다는 왕위의 자격을 잃었다. 그리고 아름다움과 지성으로 명망이 높던 포모르 혼혈 귀족인 브레스 맥엘라한이 왕위를 계승했다. 데 다난 일족과 포모르 일족은 그리스 신화의 올림포스 신족과 타이탄의 관계처럼 숙적의 관계였는데, 브레스의 치세 동안 포모르족은 데 다난족에게 막대한 양의 공물을 요구했다. 데 다난 일족은 새로운 왕의 억압적 통치와 인색함에 점점 불만이 쌓여 갔다. 이 시기, 누아다는 잘린 팔 대신 의술의 신 디안케트와 장인 크레드네가 만들어 준 은의 팔을 달고 있었는데 그것을 디안케트의 아들 미아흐가 찾아와 살과 피로 된 팔을 새로 달아 주었다. 브레스가 7년 만에 쫓겨나자 데 다난 일족은 누아다를 다시 옹립했고, 누아다는 이후로 20년을 더 다스렸다.
브레스는 포모르의 사안의 발로르에게 붙어 힘으로 왕위를 되찾으려 했고, 다시 전쟁이 일어났다. 젊고 원기왕성한 루 라브다가 누아다의 궁중에 합류하자 왕은 이 팔방미인 젊은이가 포모르의 침략에 맞서 투어허 데 다넌을 이끌 수 있다고 판단하고 왕위를 물려주었다. 이윽고 모이투라 2차 전투가 일어나자 누아다는 발로르에게 죽임을 당해 목이 잘렸으나 루가 발로르를 죽여 누아다의 복수를 하고 데 다난 일족을 승리로 이끌었다.
누아다의 대검은 데 다난 4대 비보 중 하나였으며, 그들의 네 위대한 도시 중 하나에 보관되었다.